# Sophie Petersen (Frauenrechtlerin)
Catharina Sophie Cecilie Petersen, auch Sofie Petersen (* 30. Mai 1837 in Kopenhagen; † 15. Februar 1874 ebenda), war eine dänische Frauenrechtlerin und Gründerin der Kvindelig Læseforening (dänisch für „Weibliche Lesevereinigung“).

## Kindheit und Jugend
Als einziges Kind ihrer Eltern, des Buchhalters Ludvig Wilhelm Petersen (1788–1876) und Dorthea Sophie Bruhn (1797–1869), wuchs sie in Kopenhagen auf. 
Sie liebte die Literatur und wurde vor allem von Søren Kierkegaard inspiriert. 1861 suchte sie den Philosophen Rasmus Nielsen auf, um „denken zu lernen“ (dänisch lære at tænke), und folgte seinen Vorlesungen an der Universität Kopenhagen mit so klarem Verständnis, dass der Professor ihre Aufzeichnungen für nicht stets anwesende Studenten auslieh. Sie lernte Altgriechisch, um das Neue Testament in der Originalsprache lesen zu können, sowie Altisländisch, um die Wurzeln der dänischen Sprache kennenzulernen und die Edda lesen zu können.

## Gründung derKvindelig Læseforening
1869 plante Sophie Petersen die Einrichtung eines Lesesaales für Frauen, um diesen einen Treffpunkt zur Bildung und Zusammenarbeit zu geben, doch die Bedenken ihres Vaters hielten sie zunächst davon ab. Bestärkt in ihrem Vorhaben wurde sie 1871 durch eine Veröffentlichung Fredrik Bajers in der Zeitung Fædrelandet, in welcher er über den 1867 in Stockholm eröffneten Läsesalong för Damer (schwedisch für „Lesesalon für Damen“) schrieb. Sie beratschlagte sich mit ihm über die Gründung eines dänischen Pendants; seine Frau Matilde Bajer war 1871 Mitgründerin des Dansk Kvindesamfund („Dänische Frauengesellschaft“) und hatte ihre Idee eines Lesesaales für Frauen aufgrund finanzieller Schwierigkeiten nicht in die Realität umsetzen können. Sophie Petersen suchte Unterstützung bei Frauen des gehobenen Bürgertums und der Frauenbewegung, darunter die mit Carl Ploug, dem Herausgeber von Fædrelandet, verheiratete Elise Ploug sowie Charlotte Klein, Marie Rovsing, Severine Casse, Jenny Adler und Natalie Zahle. Charlotte Klein beschrieb die Begegnung mit Sophie Petersen folgendermaßen:

„En Vinteraften traadte en lille kvindelig Skikkelse ind i min Dagligstue. Der var noget stille og beskedent over hele hendes Person, men hendes udtryksfulde Blik og den Lethed og Klarhed hvormed hun udtrykte sig belærte en hurtig om, at det ikke var et Hverdagsmenneske, man havde for sig. Det var kvindelig Læseforenings Stifterinde Frk. Sofie Petersen.“

„Eines Winterabends trat eine kleine weibliche Gestalt in mein Wohnzimmer ein. Da war etwas Stilles und Bescheidenes um ihre ganze Person, aber ihr ausdrucksvoller Blick und die Leichtigkeit und Klarheit, mit der sie sich ausdrückte, belehrte einen schnell, dass das kein alltäglicher Mensch war, den man vor sich hatte. Das war die Gründerin der weiblichen Lesevereinigung, Fräulein Sofie Petersen.“

Am 15. Februar 1872 wurde in den Zeitungen eine von 55 Frauen und neun Männern unterschriebene Einladung zur Bildung einer Frauenlesevereinigung veröffentlicht. Deren Zweck sollte ein Beitrag zur Förderung der Aufklärung sein, indem sie interessierten Frauen einen leichten und billigen Zugang zu guten dänischen und teilweise auch ausländischen Büchern, Zeitschriften und Zeitungen bereitstellte. Breite bürgerliche Kreise leisteten Widerstand aufgrund der Befürchtung, die Frauen würden ihr Zuhause im Stich lassen und emanzipatorische Ideen entwickeln könnten. Ein Fürsprecher war dagegen Carl Rosenberg mit einem Artikel in Heimdal vom 23. März 1872. Im Verlauf des Sommers wurden 1010 Rigsdaler und 1007 Bücher gesammelt. Am 1. Oktober 1872 konnte die Vereinigung ihr erstes Lokal in Helliggejststræde für ihre 72 Mitglieder öffnen, zog jedoch schon im ersten Jahr dreimal um. Sophie Petersen wurde Sekretärin für den aus Marie Købke, Vilhelmine Sarauw und Louise Westergaard sowie der Vorsitzenden Charlotte Klein bestehenden Vorstand. Gewissenhaft arbeitete sie am Aufbau des Buch- und Zeitschriftenbestands der Frauenlesevereinigung.
Aufgrund physischer und psychischer Krankheit musste sie sich jedoch nach nur einem Jahr aus dem Vorstand zurückziehen und starb wenig später als 36-Jährige. In ihrem Testament vermachte sie der Frauenlesevereinigung 150 Rigsdaler; ihr Vater spendete der Vereinigung 1874 außerdem 200 Rigsdaler und ein kleines Porträt seiner Tochter.
Im Jahr 1891 wurde Sophie Alberti die Vorsitzende, und unter ihrer Führung wuchs die Mitgliederzahl der Kvindelig Læseforening von ca. 820 im Jahr 1891 auf etwa 4.600 im Jahr 1919. Während ihrer Zeit baute der Verein ein großes Gebäude in Gammel Mønt in Kopenhagen (entworfen von Ulrik Plesner und Aage Langeland-Mathiesen), das zum Zentrum für Vorträge, Konzerte und Diskussionstreffen mit Schlüsselfiguren der Frauenbewegung und anderen kulturellen Persönlichkeiten der Zeit aus Dänemark sowie aus dem Ausland wurde. Während ihrer Präsidentschaft wuchs auch der Buchbestand auf ca. 74.000 Bände mit dänischer und ausländischer Literatur.
Sophie Petersen war eine Pionierin der allseitigen Lektüre für intellektuell interessierte Frauen. Dass dafür ein Bedarf bestand, zeigen die Ausleihzahlen der Frauenlesevereinigung, die um die Jahrhundertwende über denen der Königlichen Bibliothek und der Universitätsbibliothek zusammen lagen.
Als Frauen gleichberechtigt mit Männern leichten Zugang zu Lesestoff erhielten, wurde der Vereinszweck verwirklicht. Kvindelig Læseforening wurde 1962 geschlossen, und heute beherbergt das Gebäude die Redaktion von Weekendavisen.